# San Severino Lucano
San Severino Lucano è un comune italiano di 1 347 abitanti della provincia di Potenza in Basilicata, situato nel Parco nazionale del Pollino.

## Geografia fisica
Questo comune, insieme alle sue frazioni, segna l'ingresso al cuore del Massiccio del Pollino sul versante nord-est, in una posizione particolarmente felice per la presenza di numerosi corsi d'acqua, il principale dei quali è il torrente Frido, dalle cui sorgenti, nella omonima valle sormontata dalla rupe su cui sorge il Santuario della Madonna del Pollino, prende origine l'acquedotto che porta lo stesso nome. A valle delle sorgenti il fiume si arricchisce nuovamente di acque, grazie all'apporto dei numerosi rivoli ad esso affluenti, fino all'intersezione, pochi chilometri a valle del paese, con il Torrente Peschiera che attraversa il Bosco Magnano, zona ricca di vegetazione e di acque cristalline, dove pare sia tuttora presente la lontra.

## Storia
Il territorio appartenne al feudo dei Sanseverino da cui prese il nome. Il primo nucleo abitato sorse intorno al XV secolo, ed è da mettere in relazione all'espansione della colonizzazione agricola promossa dall'Abbazia del Sagittario. Nel 1806 San Severino, che fino a quel momento apparteneva al territorio di Chiaromonte, a seguito del nuovo ordinamento napoleonico, s'istituì in Comune e nel 1820 si aggiunse la specificazione di Lucano. Dopo l'Unità d'Italia (1861) il brigantaggio fu molto attivo nel territorio comunale; era favorito, come d'altronde nell'intero comprensorio del Pollino, da montagne impervie, mancanza di infrastrutture e strade. Molti i toponimi che ci ricordano tale fenomeno (come il Fosso del Brigante), ma soprattutto è ricordata la figura del capitano Gennaro Iannarelli che compì stragi ed esecuzioni anche di civili. Di lui si conservano numerose memorie: la casa che abitò in paese e il mulino segheria in località Mezzana.

### Simboli
Il gonfalone è un drappo di bianco.

## Monumenti e luoghi d'interesse
Per la sua recente storia il centro di San Severino non ha importanti emergenze architettoniche, ad esclusione dell'Abbazia del Sagittario, che si trova nel territorio di Chiaromonte. Il tessuto urbano del centro storico sviluppatosi in maniera spontanea, privilegia la formazione a schiera, allineata lungo l'asse viario principale. Al centro del paese sorge la chiesa Madre, dedicata a Maria Santissima degli Angeli, probabilmente risalente al primo nucleo abitato, che attualmente mantiene l'impianto settecentesco. Nella parte alta del paese sorge la chiesa di san Vincenzo. Incamminandosi nel centro storico si trovano portali lapidei della seconda metà del XIX secolo, e palazzotti dello stesso periodo, nonché i caratteristici vicoli dei centri montani.
Caratteristica è la visita delle tre fontane, nella parte bassa del paese, che sono state recentemente riattivate e una ben restaurata. Il territorio offre attrattive naturalistiche, ma anche di archeologia industriale come i mulini. Interessante la visione di Bosco Magnano per chi proviene dalla Valle del Sinni, e i corsi dei torrenti Peschiera e Frido. Superato il paese e proseguendo verso sud si giunge alla frazione di Mezzana, suddivisa in quattro borghi; continuando si arriva al santuario della Madonna del Pollino che sorge su uno sperone roccioso in posizione panoramica su tutta la valle del Frido. L'assenza di smog e di grandi centri fa sì che sul territorio comunale sia possibile l'osservazione degli astri in modo ottimale, tanto che il comune di San Severino Lucano è stato definito dagli astrofili "il paese delle stelle".

### Architetture religiose
Nel centro del paese sono presenti due chiese principali oltre a due piccole cappelle. La Chiesa Madre, nella piazza Marconi, è dedicata a Maria Santissima degli Angeli e probabilmente risale al primo nucleo abitato. Attualmente mantiene l'impianto settecentesco.
Nella parte alta del paese, sorge la chiesa di San Vincenzo. L'edificio sacro conserva la struttura originaria, soprattutto nella facciata. All'interno è presente un crocifisso ligneo del 1500. Le due cappelle minori, non aperte al culto, testimoniano della enorme devozione degli abitanti sanseverinesi.
- A Cropani, troviamo la chiesa di recente costruzione, dedicata a San Francesco da Paola.
- A Mezzana la Cappella della Madonna dell'Abbondanza e il santuario della Madonna del Pollino.
- A Villaneto la Cappella della Madonna del Carmine.

### Aree naturali
Di grande pregio naturalistico è il grande acero dal tronco semicavo, che si dice di età millenaria, si staglia a pochi metri della facciata del santuario, sulla sinistra entrando nella chiesa, simbolo, tra l'altro, della perenne devozione della popolazione del posto.

## Società

### Evoluzione demografica
Abitanti censiti

### Tradizione e folclore
Legato alla civiltà contadina, fondamenta della società lucana. In tutto il territorio si riescono a mantenere vive molte manifestazioni caratteristiche e significative, dalle più frequenti di tutti i giorni in famiglia a quelle di pubblico interesse che coinvolgono l'intera comunità.
Tra le ricorrenze popolari più importanti citiamo:
- il carnevale con le maschere locali e il suono tipico del "cupi-cupi", oltre a canti e balli emblema della festa;
- la festa di "pirtusavutt" (spillatura delle botti di vino) l'8 dicembre, è una gradita occasione per incontrarsi nelle cantine ad assaporare il vino novello;
- la domenica dopo Pasqua è dedicata ai festeggiamenti in onore di San Francesco da Paola, a Cropani, festa che unisce riti cristiani a riti pagani: si celebra il rito antichissimo del "matrimonio tra gli alberi", un evento che nasce dal contatto con la natura e affonda le proprie radici in una storia fatta in gran parte di simboli e di riti propiziatori.
- Senza ombra di dubbio, però, l'apice del folclore sanseverinese, è rappresentato dalla festa della Madonna del Pollino. È una celebrazione che, in tre momenti diversi dell'anno, coinvolge, non solo gli abitanti del posto e dei paesi vicini, ma anche migliaia di fedeli, devoti alla Madonna, provenienti dalla Calabria. Sia nell'ascesa al monte (il Santuario si erge a quota 1537 m s.l.m.) nella prima domenica di giugno che nella discesa a San Severino Lucano nella seconda domenica di settembre, la processione che si snoda lungo le tortuose e ripide strade del Pollino è accompagnata da costumi tradizionali, concerti spontanei (pastorali con zampogne, cornamuse, organetti): un vero e proprio "ritorno alle origini" che si ripete puntualmente ogni anno.

La festa vera e propria si tiene il primo venerdì e sabato di luglio. Nella notte tra il venerdì e il sabato ci si sistema alla meglio in baracche o in tenda, al sabato, dopo la messa, davanti al sagrato si tiene il rito (pagano) più bello: l'incanto. La statua della Madonna viene "messa all'asta" e il paese aggiudicatario avrà l'onore, non solo di portare in processione la Madonna, ma per un periodo dell'anno ospiterà in una propria chiesa la statua stessa.
- Tra le manifestazioni di tradizione più recente si annovera il Pollino Music Festival, uno degli eventi musicali più attesi e seguiti del Sud Italia, che si svolge in questo paese ogni anno in agosto.

## Cultura

### Musei
- Museo della civiltà contadina, realizzato dal prof. Tommaso Dattoli. Si trova all'ingresso del paese nel corso Garibaldi. Con molta cura e dedizione, il prof. Dattoli, ha conservato nel tempo antichi oggetti provenienti dalla civiltà contadina ed oggi li mostra ai numerosissimi ospiti che possono osservare e capire l'uso degli oggetti stessi. Aperto tutto l'anno.
- Museo della civiltà artigiana a Mezzana. Nel mese di agosto si possono inoltre visitare le botteghe artigiane.

### Cucina
A San Severino Lucano sono ancora vive le tradizioni che mantengono inalterate da anni le numerose specialità della cucina locale, legata ai sapori di un'arte "povera" e genuina che ben si concilia con l'armonia della montagna.
Nel mese di agosto, la Pro Loco del Pollino di San Severino Lucano, promuove un itinerario gastronomico, lungo i vicoli de paese, che ha l'intento di far rivivere e degustare agli ospiti e anche agli stessi sanseverinesi,  tutti i piatti tipici realizzati seguendo le ricette più antiche.
L'evento per eccellenza, atteso per un anno intero, è una vera e propria "festa" che si tiene quando, nei mesi invernali, si ammazza il maiale (u puorc'); il maiale rappresenta l'elemento basilare della cucina locale. Si preparano: salsicce, soppressate, prosciutti, capicolli, frittuli e il tipico dolce al "sanguinaccio".
Tra le numerose specialità segnaliamo tra i primi piatti:
- I "rascatieddi": orecchiette fatte a mano.
- "Lagane e fasul'": tagliatelle e fagioli.
- "Pasta ca muddrica": pasta a mano con mollica di pane agli aromi.
- "Rucculi": pasta a mano realizzata con "u firriett'"

Per quanto concerne la carne, naturale con animali allo stato brado che pascolano nei pianori del Pollino, segnaliamo il capretto al forno, agnelli e vitelli alla brace.
Inoltre specialità assolute sono le "mazzacorde" (interiora con aglio, prezzemolo e peperoncino), il "suffritto" (fegato e interiora varie al sugo).
Rinomati anche i formaggi degli allevamenti del Pollino, genuini e ottimi per qualità: pecorino, caciocavallo, ricotta fresca, "caso quagghino".
Da ricordare anche i vini locali, senza conservanti e specialità quali "cannariculi", "cauzun' chi vete", currieddi" e "cicirata".

## Geografia antropica
Le frazioni e le contrade che costituiscono il comune sono: Cropani, Pomarreti, Villaneto, Mancini, Valerie, Mezzana Torre, Mezzana Salice, Mezzana Frida, Cianci, Calanche e Crocetta.

## Amministrazione

### Gemellaggi
- Amendolara